# Selección de squash de Escocia
La selección de squash de Escocia representa a Escocia en las competiciones internacionales de squash por equipos y se rige por el Scottish Squash and Racketball.
Desde 1981, Escocia ha participado en una semifinal del Copa Mundial de Squash por Equipos, en 2001.

## Jugadores

### Equipo actual
- Alan Clyne
- Greg Lobban
- Angus Gillams
- Rory Stewart
- Stuart George
- Chris Leiper

## Participaciones
| Año   | Resultado        | Pos.         | G            | P            |
| ----- | ---------------- | ------------ | ------------ | ------------ |
| 1967  | No participó     | No participó | No participó | No participó |
| 1979  | No participó     | No participó | No participó | No participó |
| 1981  | Cuartos de final | 8°           | 3            | 4            |
| 1983  | Fase de grupos   | 12º          | 2            | 7            |
| 1985  | Fase de grupos   | 12º          | 3            | 6            |
| 1987  | Fase de grupos   | 9°           | 6            | 2            |
| 1989  | Fase de grupos   | 15°          | 2            | 6            |
| 1991  | Fase de grupos   | 11º          | 4            | 2            |
| 1993  | Fase de grupos   | 9°           | 4            | 2            |
| 1995  | Fase de grupos   | 16º          | 1            | 5            |
| 1997  | Fase de grupos   | 15           | 2            | 4            |
| 1999  | Fase de grupos   | 16º          | 1            | 5            |
| 2001  | Semifinal        | 4°           | 4            | 3            |
| 2003  | Cuartos de final | 7°           | 5            | 2            |
| 2005  | Fase de grupos   | 14°          | 3            | 3            |
| 2007  | Fase de grupos   | 18°          | 3            | 3            |
| 2009  | Octavos de final | 13°          | 4            | 3            |
| 2011  | Fase de grupos   | 20°          | 4            | 3            |
| 2013  | Octavos de final | 9°           | 5            | 2            |
| 2015  | Cancelado        | Cancelado    | Cancelado    | Cancelado    |
| 2017  | Cuartos de final | 8°           | 2            | 4            |
| 2019  | Cuartos de final | 7°           | 4            | 2            |
| Total | 0 títulos        | 19/26        | 62           | 68           |

| Año   | Resultado       | Pos.              |
| ----- | --------------- | ----------------- |
| 1973  | Final           | Medalla de plata  |
| 1974  | Final           | Medalla de plata  |
| 1975  | Final           | Medalla de plata  |
| 1976  | Final           | Medalla de plata  |
| 1977  | Final           | Medalla de plata  |
| 1978  | Semifinal       | Medalla de bronce |
| 1979  | Semifinal       | Medalla de bronce |
| 1980  | Fuera del Top 4 | Fuera del Top 4   |
| 1981  | Semifinal       | 4°                |
| 1982  | Fuera del Top 4 | Fuera del Top 4   |
| 1983  | Fuera del Top 4 | Fuera del Top 4   |
| 1984  | Fuera del Top 4 | Fuera del Top 4   |
| 1985  | Fuera del Top 4 | Fuera del Top 4   |
| 1986  | Fuera del Top 4 | Fuera del Top 4   |
| 1987  | Fuera del Top 4 | Fuera del Top 4   |
| 1988  | Fuera del Top 4 | Fuera del Top 4   |
| 1989  | Fuera del Top 4 | Fuera del Top 4   |
| 1990  | Fuera del Top 4 | Fuera del Top 4   |
| 1991  | Fuera del Top 4 | Fuera del Top 4   |
| 1992  | Campeón         | Medalla de oro    |
| 1993  | Fuera del Top 4 | Fuera del Top 4   |
| 1994  | Semifinal       | Medalla de bronce |
| 1995  | Fuera del Top 4 | Fuera del Top 4   |
| 1996  | Final           | Medalla de plata  |
| 1997  | Fuera del Top 4 | Fuera del Top 4   |
| 1998  | Fuera del Top 4 | Fuera del Top 4   |
| 1999  | Final           | Medalla de plata  |
| 2000  | Fuera del Top 4 | Fuera del Top 4   |
| 2001  | Fuera del Top 4 | Fuera del Top 4   |
| 2002  | Fuera del Top 4 | Fuera del Top 4   |
| 2003  | Fuera del Top 4 | Fuera del Top 4   |
| 2004  | Fuera del Top 4 | Fuera del Top 4   |
| 2005  | Fuera del Top 4 | Fuera del Top 4   |
| 2006  | Fuera del Top 4 | Fuera del Top 4   |
| 2007  | Fuera del Top 4 | Fuera del Top 4   |
| 2008  | Fuera del Top 4 | Fuera del Top 4   |
| 2009  | Fuera del Top 4 | Fuera del Top 4   |
| 2010  | Fuera del Top 4 | Fuera del Top 4   |
| 2011  | Fuera del Top 4 | Fuera del Top 4   |
| 2012  | Semifinal       | 4°                |
| 2013  | Semifinal       | 4°                |
| 2014  | Semifinal       | 4°                |
| 2015  | Semifinal       | 4°                |
| 2016  | Semifinal       | Medalla de bronce |
| 2017  | Semifinal       | 4°                |
| 2018  | Fuera del Top 4 | Fuera del Top 4   |
| 2019  | Semifinal       | Medalla de bronce |
| Total | 1 título        | 46/46             |